# 朝鮮水先令戦時特例
朝鮮水先令戦時特例（ちょうせんみずさきれいせんじとくれい、昭和20年制令第1号）は、朝鮮総督府によって公布された日本の制令。主として、朝鮮水先令の規定に対して太平洋戦争が起きたことによる特別な措置を定めた特別法である。その後、この法令は、日本においては特に廃止手続がとられなかったが、日本がポツダム宣言を受諾し朝鮮への実効支配が終了したことで、実効性喪失の法令とされ現在に至っている。また米軍軍政下においては、1948年4月1日付南朝鮮過渡政府法令第181号として制定された戦時特例に関する法令廃止及び関連法令廃止により廃止がされている。

## 経緯
当時朝鮮は日本の外地として、内地とは違う法体系となっていたのだが、朝鮮水先令の施行により内地で施行されていた旧水先法（明治32年法律第63号）が朝鮮に依用されるようになった。時代は下り昭和20年（1945年）の太平洋戦争末期になると水先人の平均年齢が高齢化する事態となった。当時の朝鮮水先人の総数は15人、内2人以外はすべて50歳以上であり、6人は55歳以上であった。また、鴨緑江水先区および大同江水先区以外では、水先区1区に対し朝鮮水先人1人という状態であったがため、迅速な海上運搬を確保するためには緊急を要した。当時の水先法では第3条第1号により満60歳以上のものは水先人になることができなかったため、朝鮮総督府は戦時の特例として満60歳以上を満65歳以上とする制令を定めることに至った。